# Trzebnica (gmina)
Trzebnica est une gmina mixte du powiat de Trzebnica, Basse-Silésie, dans le sud-ouest de la Pologne. Son siège est la ville de Trzebnica, qui se situe environ 20 km au nord de la capitale régionale Wrocław.
La gmina couvre une superficie de 200,19 km2 pour une population de 21 817 habitants.

## Géographie
La gmina est bordée par les gminy de Dmosin, Domaniewice, Głowno, Lipce Reymontowskie, Łowicz, Maków, Nieborów et Skierniewice.